# Knallkügerln
Knallkügerln, op. 140, är en vals av Johann Strauss den yngre. Den spelades första gången den 18 juli 1853 i ölhallen Mariahilf i Wien.

## Historia
Den 7 juli hade Johann Strauss inbjudit allmänheten att bevista en välgörenhetskonsert som utlovade ett rikt musikprogram och ett "briljant fyrverkeri" av den berömde fyrverkeriexperten Anton Stüwer. Som höjdpunkt skulle Strauss dirigera 224 musiker i ett uppförande av Philipp Jakob Riottes 'tondikt' "Die Schlacht bei Leipzig" (Slaget vid Leipzig). Men den 7 juli regnade det alldeles för mycket och konserten fick skjutas upp till den 17 juli och därefter den 18 juli på grund av ytterligare dåligt väder. 4000 människor infann sig för att lyssna på konserten och det första framförandet av valsen Knallkügerln. Dessa 'Knallkügerln' var ett slags ärtformade små glaskulor fyllda med en gasblandning, som när de kastades i elden förångades och exploderade med en knall. I valsen återfinns dessa knallar och i valsens slutkoda imiterar Strauss ett åskväder för att påminna om orsaken till den för tidiga avslutningen på premiärkonserten den 7 juli. Dessvärre inträffade även ett åskväder denna afton och publiken fick skyndsamt söka skydd, dessbättre för Strauss inträffade detta efter hans vals. 

## Om valsen
Speltiden är ca 8 minuter och 25 sekunder plus minus några sekunder beroende på dirigentens musikaliska tolkning.

## Weblänkar
- Knallkügerln i Naxos-utgåvan.